# Abbazia di Corbie
L'abbazia reale di San Pietro di Corbie è un antico monastero di monaci benedettini situato a Corbie, nel dipartimento della Somme, a una quindicina di chilometri a est di Amiens, in Francia.
L'abbazia fu fondata nel VII secolo dalla regina Batilde, madre di Clotario III, re di Neustria e Borgogna, non lontano dalla confluenza della Somme e dell'Ancre. Ebbe un ruolo di primo piano nel Rinascimento carolingio attraverso la produzione del suo scriptorium e l'attività dei suoi missionari.
La congregazione fu sciolta nel 1790 e il feudo convertito in bene nazionale.
Nel XXI secolo, restano la chiesa abbaziale, oggi parrocchiale, la porta principale e il muro di cinta.

## La fondazione

### Abbazia reale

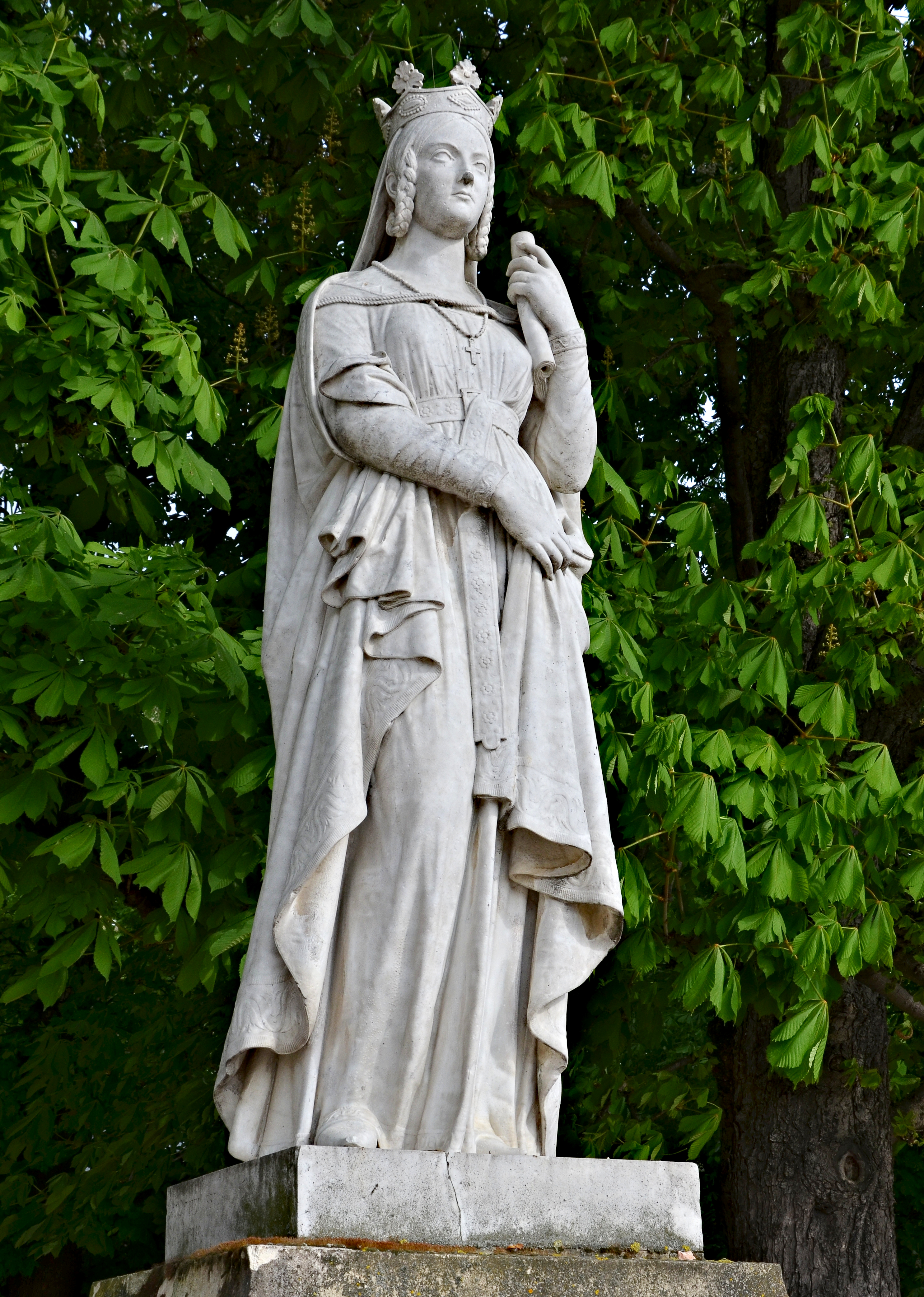
La regina Bathilde di Victor Thérasse (1848), Parigi, Giardini del Lussemburgo

Poiché Clodoveo e Clotilde avevano fondato l'abbazia di Sainte-Geneviève a Parigi, a loro imitazione la regina Batilde (intorno al 635-680), reggente di Neustria e Borgogna durante la minorità di Clotario III (657-665), decise di fondare un'abbazia sulle terre assegnate a Guntland, maestro di palazzo, e restituite al dominio reale dopo la morte di questi.
La data della fondazione non ci è nota esattamente, ma si collocherebbe tra la data della morte del re Clodoveo II, alla fine del 657, e la concessione di un secondo diploma di Clotario III a favore dell'abbazia, datato 23 dicembre 661.

### Perché fondare un'abbazia a Corbie?
Il primo obiettivo della regina Batilde era rafforzare il potere reale affidandosi alla Chiesa per strutturare il territorio situato a est di Amiens e controllarlo meglio controbilanciando il potere dell'aristocrazia..
Secondariamente dal potere regio all'abbazia fu affidato il compito di cristianizzare il contado che nel VII secolo non era ancora completamente sotto il controllo della Chiesa.
Infine, lo scopo religioso: la regina poté in tale maniera esprimere la propria intensa fede e i monaci ebbero il compito di pregare eternamente per i membri della famiglia reale.
L'abbazia non doveva essere un luogo chiuso dove i monaci vivessero reclusi, il potere regio assegnava infatti all'abbazia una doppia missione sociale: l'elemosina ai poveri e l'ospitalità agli ospiti di passaggio.
Per fare ciò fu concesso in usufrutto al monastero un territorio molto vasto, molto più di quanto richiedesse la sussistenza dei soli monaci. L'abbazia ebbe ricevuto anche donazioni private. Concedendogli ingenti beni, la regina Batilde volle conferire all'abate autorità incontestabile e farne un grande del regno. Alle terre già di Guntland si aggiungevano quelle di Frodin che si estendevano a nord di Amiens, dai dintorni di Doullens fino alla foresta di La Vicogne. Il patrimonio dell'abbazia comprendeva più di 20.000 ettari situati su entrambi i lati della Somme, gran parte dei quali erano boschi. Batilde si affidò, per la fondazione dell'abbazia di Corbie, Valdeberto, abate di Luxeuil che le fornì una sessantina di monaci (tra cui diversi copisti) i quali sotto la direzione di Teudefredo si stabilirono nella villa gallo-romana già appartenuta a Guntland. Portarono con sé la regola di San Colombano che era in vigore presso l'abbazia di Luxeuil, già peraltro influenzata a quel tempo dalla regola di San Benedetto..

### Importanti privilegi concessi all'abbazia
Sin dalla fondazione, l'abbazia beneficiò dell'esenzione vescovile e di fatto sfuggì alla giurisdizione del vescovo di Amiens; fu infatti posta sotto la diretta autorità del Papa. Inoltre la regina Batilde concesse all'abbazia l'immunità per tutti i possedimenti presenti e futuri.
L'abbazia di Corbie era poi esente in tutto il regno da qualsiasi diritto eventualmente rivendicato dal fisco reale (dazi, dogane, pedaggi ecc.) sulla circolazione delle merci. Dal 661 all'abbazia fu concessa una quota delle dogane riscosse annualmente nel porto di Fos, in Provenza. L'abbazia poteva portare a Corbie tutti i prodotti che arrivavano a Fos via barca, comprese pergamene e papiri..
Fin dall'inizio, furono costruite due basiliche, dedicate l'una ai Santi Pietro e Paolo e l'altra a Santo Stefano; la prima fu chiesa abbaziale.

## L'apogeo carolingio

### Una fucina di cultura e dibattito teologico
Durante la grande espansione monastica nell'Europa occidentale, nell'VIII secolo, il monastero adottò la regola di San Benedetto, i monaci divennero quindi benedettini.
L'abbazia formò da subito monaci di grande erudizione, come Leutcario, Abellino e Martino di Corbie che fu tutore del maestro di palazzo, Carlo Martello. Teudefredo ebbe come successori: Eremberto, Mordramno, Adalardo di Corbie (il fondatore dell'abbazia sorella di Corvey in Vestfalia), Wala, e i teologi Pascasio Radberto e Ratramno.
L'attività intellettuale dell'abbazia si concretizzò poi in una raccolta di manoscritti, nella produzione poetica, in un certo interesse per la lingua romanza, poi nell'insegnamento e nella conoscenza del greco. A quel tempo Corbie era un centro intellettuale di prima grandezza, il più antico e rinomato del nord della Francia, a nostra conoscenza. Hubert Le Bourdellès stabilì che l'opera greca di astronomia Aratus latinus era stata tradotta da un monaco dell'abbazia di Corbie, probabilmente tra il 723 e il 744, sotto l'abbaziato di Grimone.
Alla fine dell'VIII secolo la biblioteca dell'abbazia di Corbie conservava diverse tipologie di opere: oltre alle Scritture, opere di patristica e grammatica, e opere di autori classici dell'antichità: Plinio, Igino, Censorino, Fulgenzio, Isidoro di Siviglia.
Mordramno fece redigere una Bibbia in sette scritture diverse, inclusa la minuscola carolina.
Pascasio Radberto e Ratramno discussero della transustanziazione nel IX secolo.
Nell'abbazia di Corbie furono probabilmente redatte le False decretali, che sono un insieme di documenti canonici falsificati. Questo apocrifo, che lo storico Johannes Haller giudica una delle più grandi falsificazioni storiche («…ein der größten Betrug der Weltgeschichte») aveva lo scopo principale di proteggere i vescovi durante i procedimenti penali, garantendo loro la quasi totale immunità nei confronti degli arcivescovi metropolitani e del potere temporale. Lo storico Klaus Zechiel-Eckes identificò i falsari, dimostrando che avevano utilizzato manoscritti della biblioteca dell'abbazia, e raccolse una serie di indizi che avrebbero indicato in Pascasio Radberto uno delle figure di spicco nel processo di falsificazione.
Nell'855 papa Benedetto III confermò l'esenzione dell'abbazia e concesse all'abate il privilegio di indossare le insegne pontificali. L'abate di Corbie si considerava quindi alla pari del vescovo di Amiens, e tra le due figure sorsero contrasti sull'esenzione.

### Lo scriptorium

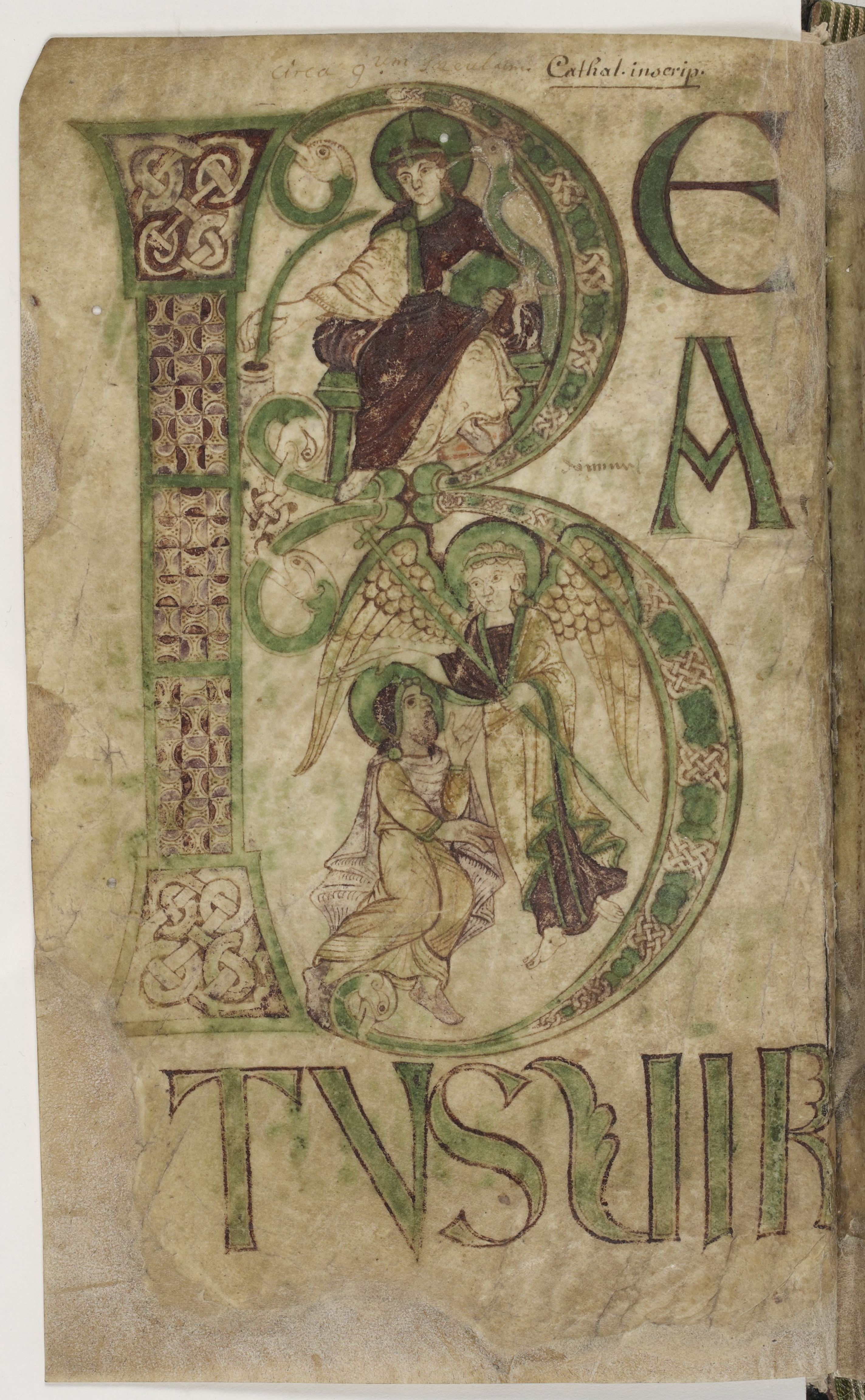
Prima pagina del Salterio di Corbie (intorno all'800-810), Biblioteca comunale di Amiens.

Lo scriptorium dell'abbazia di Corbie fu, insieme a quello dell'abbazia di Fulda, uno dei più importanti dell'alto Medioevo. Dall'VIII secolo l'abbazia possedeva testi sacri, opere di patristica, grammatica, autori antichi come Plinio il Vecchio, Igino, Censorino, Fulgenzio, Isidoro di Siviglia. I monaci di Corbie tradussero intorno al 750 un'opera greca sull'astronomia, I Fenomeni,  poema di 1.154 versi composto intorno al 276 a.C. da Arato di Soli.
È nello scriptorium dell'abbazia di Corbie che si svilupparono diversi tipi di scrittura derivati dalla semionciale e dal corsivo antico:
- la scrittura merovingia di Corbie;
- la scrittura tipo ab;
- la scrittura del tipo eNa;
- scrittura pre-carolina
- la minuscola carolina che appare per la prima volta nella Bibbia di Mordramno (771-780) e che divenne, nel 789, la scrittura ufficiale del regno franco[11].

Sembra che un numero significativo di manoscritti sia stato prodotto sotto la direzione del bibliotecario dell'abbazia, Hadoard. Fra i testi dell'Antichità conservati dall'opera dei monaci di Corbie troviamo:
- il Vaticanus latinus 3864, unico testimone dei discorsi di Sallustio
- il Vaticanus latinus 3872, contenente testi di Seneca il Vecchio
- Laurentianus 63.20, contenente il testo della terza decade degli Ab Urbe condita libri di Tito Livio
- il Classicu Latinus F. V. 1 conservato oggi a San Pietroburgo, uno dei due testimoni del De re rustica di Columella
- il Parisinus Latinus 12161, un palinsesto contenente frammenti delle lettere di Frontone
- diversi manoscritti unici di Tertulliano[13], che formano il corpus Corbiense, compresi gli pseudoepigrafi di Tertulliano dovuti a Novaziano
- alcuni trattati degli eresiarchi montanisti
- l'unica copia (X secolo) della Lex Angliorum et Werinorum hoc est Thuringorum e della Lex Saxonum.

Lo scriptorium ebbe un ruolo importante anche nella diffusione delle conoscenze matematiche, poiché vi furono copiate le geometrie di Boezio e Cassiodoro.

### I monaci di Corbie fuori Corbie
Fu l'abate Adelardo a emanare, nel IX secolo, gli Statuti che miravano a organizzare la vita del monastero, a definirne le funzioni, in particolare l'azione caritativa. Secondo gli Statuti, possiamo stimare il numero dei monaci di Corbie, in questo periodo, a 300 ma alcuni storici considerano questo numero esagerato e lo stimano a 150. Cugino di Carlo Magno, Adalardo e suo fratello Wala guidarono attive missioni diplomatiche, in particolare in Italia.
I monaci benedettini di Corbie svolsero un'azione evangelizzatrice fuori dalla loro abbazia: in Germania fondarono l'abbazia di Corvey, nell'815, sul Weser, nel Nord Reno-Westfalia, di cui Wala fu il primo abate. Da lì Anscario, già monaco di Corbie, partì per evangelizzare la Danimarca e la Svezia per poi diventare arcivescovo di Amburgo e vescovo a Brema, dove morì nell'835.
Adalardo e i suoi fratelli fondarono anche, nell'822, un convento femminile a Herford, nel Nord Reno-Westfalia, di cui Suala, nipote di Adalardo, fu la prima badessa.

### La leggenda delle reliquie di Saint Genziano
Nell'893, Francone di Amiens, abate di Corbie, si rammaricò di non avere nella propria abbazia le reliquie di un santo famoso. Organizzè quindi un furto di reliquie dalla cattedrale di Amiens: di notte gli uomini dell'abate irruppero nella cattedrale, presero la cassa dove si trovavano le reliquie di san Genziano e fuggirono. Scoperto il furto, gli improvvisati ladri furono inseguiti dagli uomini del vescovo di Amiens ma, proprio mentre stavano per essere raggiunti, una fitta coltre di nebbia cadde sulla zona, a metà strada tra Amiens e Corbie. Così nascosti, riuscirono senza ostacoli a portare le sacre reliquie alla loro abbazia. Questo "miracolo" sarebbe stato accettato come tale dagli abitanti di Amiens.

## L'abbazia di Corbie nel feudalesimo

### Rafforzamento del ruolo politico degli abati
L'abbazia di Corbie fu saccheggiata e bruciata dai Vichinghi, molto probabilmente nell'881, e molti documenti andarono perduti. Fu allora che l'abate Francone di Amiens decise di resistere e fece costruire dei bastioni per garantire la difesa dell'abbazia. Assunse i poteri militari e giuridici, costrinse al servizio militare i vassalli dell'abbazia, teneva tre corti pubbliche all'anno alle quali erano convocati tutti i vassalli dell'abbazia, e vi amministrava la giustizia. Nacque così una signoria bannale di cui l'abbazia era il centro politico e giudiziario e l'abate il signore, e rivestiva i poteri di un conte sia per delega regale che per usurpazione. I successori di Francone coniarono la propria moneta a partire dal IX sino al XII secolo. L'indebolimento del potere reale nel X secolo portò l'abbazia di Corbie alla feudalità, col ruolo temporale dell'abate a prevalere su quello religioso: poteva infatti creare una gerarchia feudale nel dominio dell'abbazia distribuendovi i feudi, ed esercitandovi il potere di conte senza averne ancora il titolo.

### A Corbie prende piede la riforma gregoriana
Fu verso la fine del suo abbaziato che Nicola I (1097-1123) chiamò a Corbie Gossuin d'Anchin, monaco dell'abbazia di Anchin rinomato per il suo zelo nell'attuazione della riforma gregoriana
Pietro il Venerabile, abate di Cluny, nella prima metà del XII secolo riuscì a imporre gli Statuti di Cluny a tutte le abbazie benedettine. Sotto l'abbaziato di Roberto, Corbie adottò, nel 1142, gli Statuti di Erembert, dal nome di un abate di Corbie dell'inizio dell'VIII secolo che aveva modificato la regola di San Colombano apportandovi alcuni aspetti della regola benedettina come la Laus perennis. Questi Statuti di Erembert erano in realtà gli Statuti di Cluny in una forma intesa a non urtare la sensibilità dei religiosi di Corbie.

### L'abbazia, il comune e il re

#### L'abate concede al comune di Corbie una carta di franchigie

Stemma dell'abbazia nel XVI secolo.

La storia dell'abbazia in questo periodo non fu che una serie di conflitti guidati dagli abati contro i potenti vicini, il conte di Amiens, il conte di Fiandra, il duca di Normandia, per mantenere la propria indipendenza, o contro le intemperanze dei propri vassalli. Per contenere i signori circostanti, l'abate di Corbie fu costretto ad accettare la creazione del comune di Corbie nel 1124 per ottenere l'appoggio della popolazione del paese. Il re Luigi VI il Grosso pose il suo sigillo sulla concessione delle franchigie e Filippo Augusto, nel 1180, confermò e incrementò le franchigie municipali. Tuttavia, il re prestò molta attenzione a preservare i privilegi dell'abbazia. Nel 1185, Filippo Augusto, che aveva appena riconquistato la contea di Amiens, creò la contea di Corbie e la assegnò all'abate. Nelle controversie che non mancavano tra il comune e l'abbazia, il potere regio appoggiava sistematicamente quest'ultima. Naturalmente l'abbazia, divenuta potenza feudale, aveva perso parte delle ricchezze ma era riuscita a conservarne la maggior parte a scapito della propria influenza spirituale e culturale.
Partito per la terza crociata nel 1189, l'abate Nicola III ottenne dal re la soppressione degli articoli aggiuntivi dello statuto municipale. Tuttavia, nel 1191, l'abate Nicola III, in conflitto con i propri monaci, dovette rinunciare alle sue funzioni.

#### Incendi e ricostruzione dell'abbazia
Nel 1022, sotto l'abbaziato di Herbert, la chiesa abbaziale di Saint-Pierre subì un incendio. Fu ricostruita dall'abate Richard, e dal monaco Geraldo sotto l'abbaziato di Folco il Grande, nel 1058. Durante il XII secolo, l'abbazia subì tre incendi, nel 1137, 1147 e 1149. Durante l'abbaziato di Roberto, il 1º agosto 1137 un incendio devastò l'abbazia; le riparazioni furono possibili perché Dreux, castellano di Corbie, finanziò la ricostruzione del deambulatorio e delle navate laterali della chiesa abbaziale. Quanto a Bernard de Moreuil, offrì il legname per la ricostruzione e finanziò la sussistenza degli operai; successivamente si fece monaco presso l'abbazia e suo figlio ne divenne abate col nome di Nicola II. Da un'altra fonte apprendiamo che nel 1149 e nel 1152 andarono in fiamme anche il chiostro e il palazzo abbaziale.
La ricostruzione si trascinò: intorno al 1160 iniziò la costruzione della chiesa di San Giovanni evangelista, che fu consacrata nel 1201 e adibita, in particolare, alla celebrazione dei servizi funebri. La chiesa di Santo Stefano fu costruita alla fondazione dell'abbazia nel 662 e ricostruita alla fine del X secolo. Era riservata ai Caritatevoli, una confraternita incaricata di pregare e di aiutare i poveri.
La chiesa abbaziale di San Pietro fu distrutta più volte nel XII secolo e ricostruita. Possiede otto cappelle tra cui la cappella Soyécourt, costruita dalla famiglia Soyécourt per realizzare la propria necropoli nel 1297. Nel 1267 iniziò anche la costruzione di un nuovo chiostro sotto l'abbaziato di Pierre Mouret. La costruzione di un refettorio annesso alla galleria sud del chiostro, sotto l'abbaziato di Hugues de Vers, iniziò intorno al 1275, la sua architettura gotica è "audace e delicata".

#### L'abbazia trionfa sul comune
La situazione finanziaria dell'abbazia peggiorò con la congiuntura economica e dei debiti accumulati. Le controversie tra l'abbazia e il comune, afflitto anch'esso da difficoltà finanziarie, si moltiplicarono per tutto il XIII secolo, e vi furono coinvolti il Papa, il re, il parlamento di Parigi. Da questi conflitti l'abbazia uscì rafforzata grazie all'appoggio del potere regio, perché fu una sorta di testa di ponte durante le lotte combattute nel nord del regno, contro le Fiandre in particolare.
Nel 1310, la borghesia di Corbie, per uscire dai suoi problemi finanziari, pose il comune con tutti i suoi diritti e giurisdizioni nelle mani del re Filippo IV il Bello. I monaci si offrirono di riacquistarlo dal re in cambio del dominio di Vesly-sur-Aisne e della somma di 6.000 livre parisis..
L'abbazia beneficiò successivamente di numerosi privilegi reali; senza riacquistare l'influenza politica e culturale di cui godeva nella prima metà del IX secolo, era comunque ancora un pezzo importante nel gioco politico tra XII e XIV XIV secolo.

### Abbazia reale
Corbie era tra le città della Somme che, con il Trattato di Arras del 1435, erano state cedute al duca di Borgogna. Il duca di Borgogna, nel 1461, elesse Jacques Ranson, uno dei suoi fedeli, a capo dell'abbazia. Sotto il regno di Luigi XI, la città di Corbie e l'abbazia furono prese, distrutte, riconquistate e nuovamente distrutte dal re di Francia o dal duca di Borgogna fino al 1477. Alla morte di Carlo il Temerario, duca di Borgogna, la Piccardia e l'abbazia di Corbie furono definitivamente annesse al Regno di Francia.
Ma l'abbazia doveva ancora avere a che fare con l'occupazione straniera: nel 1492, gli Imperiali e gli inglesi si impadronirono di Corbie, e l'abate Pierre d'Osterel dovette rifugiarsi a Parigi. La città e l'abbazia rimasero in mano inglese per quasi un anno.
Pierre d'Osterel, ritornato a Corbie, iniziò la costruzione di una nuova chiesa abbaziale nel 1501. Fu terminata solo nel XVIII secolo.

## L'abbazia in guerra nel XVI e XVII secolo
Le guerre tra la Francia, la Casa d'Austria e la Spagna devastarono la Piccardia per due secoli, le guerre di religione durante la seconda metà del XVI secolo.

### Le guerre di religione
Nella seconda metà del XVI secolo l'abbazia di Corbie fu coinvolta nelle guerre di religione. I successivi abati commendatari provenirono dalla Casa di Borbone. Nel 1577 Jacques d'Humières, vassallo dell'abbazia di Corbie, aveva scritto, insieme ad altri nobili della Piccardia, il manifesto della Lega che pretendeva di ristabilire il cattolicesimo come unica religione del regno. Nel 1588 Corbie si unì alla Lega. Alla morte del re Enrico III, nel 1589, Carlo di Borbone, abate commendatario di Corbie, arcivescovo di Rouen e cardinale fu riconosciuto, dalla Lega, re di Francia, sotto il nome di Carlo X, ma morì l'anno successivo. Gli abati che gli succedettero a Corbie furono anch'essi membri della famiglia dei Borbone o dei Guisa-Lorena, a lui imparentati.

### Sotto la minaccia straniera
Dal XV secolo Corbie si trovava al confine settentrionale del regno. Passato il pericolo borgognone, furono gli inglesi, gli imperiali e poi gli spagnoli a minacciare ripetutamente la cittadina di Corbie e la sua abbazia.
Le guerre successive non solo misero in pericolo l'abbazia ma anche i suoi possedimenti, talvolta lontani, che ne misero a repentaglio le entrate.
Dal 1521 fino alla Pace di Vestfalia del 1648, la Francia fu in guerra con la Casa d'Austria. Nel 1536, i lanzichenecchi imperiali occuparono Corbie. Una volta ristabilita la pace, fu necessario riattare le fortificazioni perché Corbie era diventata un'importante roccaforte a guardia del confine della Somme. Nel 1597, Amiens venne presa dagli spagnoli, e Corbie fu nuovamente minacciata.

### L'abbazia in mano agli spagnoli

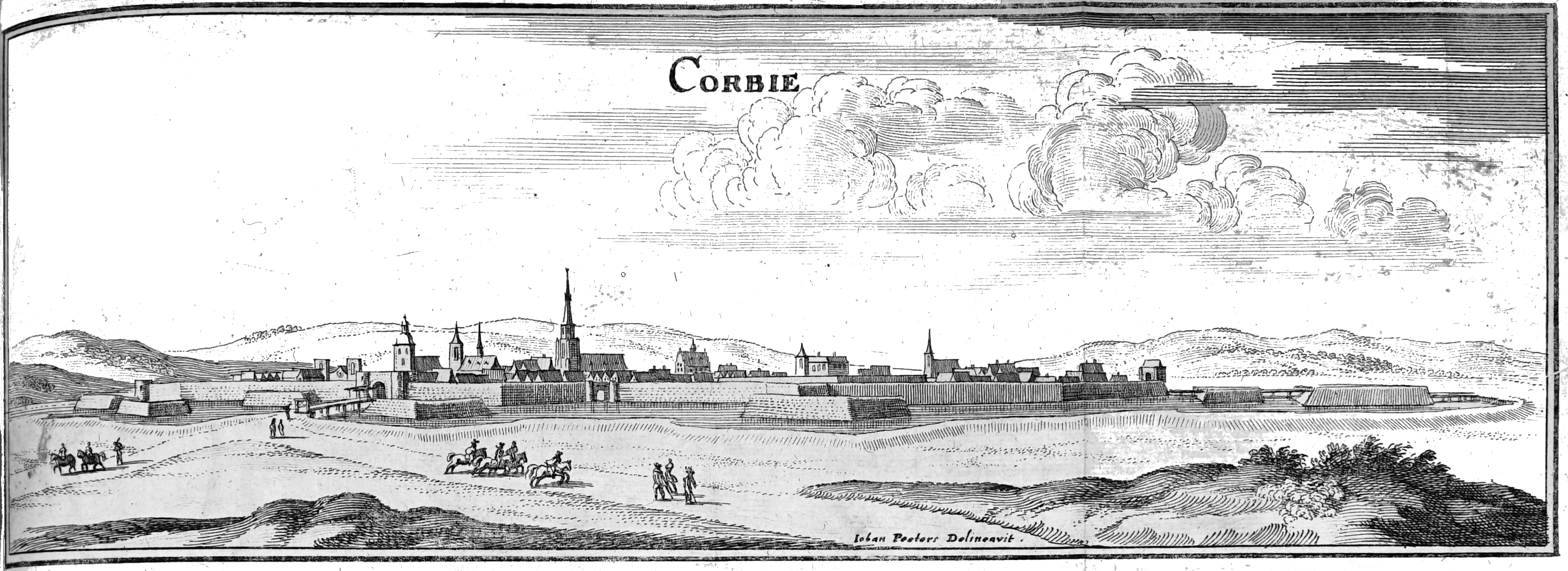
Corbie nel XVII secolo, in Topographia Galliæ

Infine, nel 1636, la città cadde nelle mani degli spagnoli e fu riconquistata dai francesi solo dopo tre mesi di assedio. I monaci furono accusati insieme agli scabini di aver esercitato pressioni sul governatore della città affinché capitolasse al nemico. Furono imprigionati e accusati di collaborazione con il nemico sulla base di testimonianze. La loro detenzione nel convento dei Minimi di Amiens durò un anno. Grégoire Tarrisse, superiore generale della congregazione di San Mauro, difese gli imputati, ottenendo dall'intendente la riapertura delle indagini. Il priore Laurent Féry e i monaci furono rilasciati e inviati in un'altra abbazia. Finalmente scagionati, poterono ritornare a Corbie solo nel 1642.
I danni causati dagli eserciti spagnolo e francese furono considerevoli: le campagne erano state sistematicamente devastate, i villaggi distrutti. Alla fine del XVIII secolo, la ricostruzione non era ancora completata, avendo l'abbazia perso, dopo più di un secolo di guerre, una parte significativa delle proprie entrate.
Inoltre, a causa della minaccia esterna, il bibliotecario di Saint-Germain-des-Prés, Luc d'Achery, fece trasferire a Parigi con l'approvazione del cardinale Richelieu quasi quattrocento dei manoscritti più preziosi di Corbie, da tenere al sicuro nella sua abbazia.
La Pace dei Pirenei del 1659, firmata tra la Francia e la Spagna, assegnava l'Artois alla Francia e, di conseguenza, il confine del regno non era più fissato sulla Somme: Corbie perdeva il suo ruolo strategico, l'abbazia non era più minacciata militarmente.
La congregazione di San Mauro riunì, a partire dal 1618, le abbazie benedettine che desideravano ritornare a un regime monastico rigoroso e al fedele adempimento della regola di San Benedetto. L'abbazia di Corbie, che fino ad allora era rimasta fuori da ogni congregazione, vi fece fin da subito parte. La congregazione di San Mauro raggruppava intorno all'anno 1700 ben 190 monasteri benedettini. I mauristi compirono un'opera di erudizione letteraria e storica di vasto respiro e di grande precisione.

### Sotto il regime della commenda
Nel 1516 il concordato di Bologna consentì al re di Francia Francesco I di nominare i titolari di benefici ecclesiastici (vescovi, abati, badesse, ecc.), rimanendo al papa l'investitura canonica. Il sistema delle commende permetteva all'abate o alla badessa di ricevere benefici senza risiedere nella sua abbazia; nella maggior parte dei casi anzi non vi metteva nemmeno piede. Nel 1517 Francesco I confermò Guillaume du Caurel, eletto abate dai monaci, nella sua funzione abbaziale, ma quest'ultimo cedette il suo incarico a Philippe de La Chambre. La sede abbaziale di Corbie passò poi ai Borbone. Fu l'abate Luigi di Lorena, arcivescovo di Reims, a permettere all'abbazia di Corbie di aderire alla riforma di San Mauro. La messa in commendam dell'abbazia generò numerosi conflitti tra i monaci e l'abate e indirettamente tra i monaci e gli abitanti di Corbie.

#### Conflitti tra l'abate e i monaci
Il sistema delle commende concedeva all'abate, oltre a privilegi fiscali e onorifici, poteri giuridici su tutta la contea di Corbie. Disponeva delle rendite dell'abbazia come desiderava, a patto di fornire un reddito ai monaci e provvedere alla manutenzione degli edifici. È su questi ultimi due punti che scoppiarono i conflitti. Nel 1646 il Parlamento di Parigi pose fine a un processo durato trent'anni tra i monaci e l'abate, ma i conflitti durarono fino al 1680.

#### La spartizione del 1680
Nell'interesse della pacificazione, su richiesta del Consiglio del Re, il 27 febbraio 1680 fu decisa la divisione in tre lotti dei beni dell'abbazia tra il principe Filippo di Savoia-Soissons, l'abate di Corbie e Louis Séroux, gran priore dell'abbazia: l'abate sceglieva per primo il suo lotto, ai monaci andava il secondo; la gestione del terzo, detratte le spese per il mantenimento degli edifici, la distribuzione delle elemosine, delle pensioni ecc., fu affidata all'abate. I monaci avevano ora beni propri, autonomia finanziaria, diritti feudali e disponevano in esclusiva dei locali abbaziali. La tensione diminuì ma i conflitti continuarono nel XVIII secolo circa la gestione del terzo lotto.

### La difficile applicazione della riforma maurista
Fu sotto la guida di tre monaci di Corbie, François des Alleux, François-Placide de Sarcus e Claude de Cambrai, che la riforma maurista penetrò nell'abbazia nonostante la riluttanza del priore Claude Louvet e della maggioranza dei monaci. I tre si appellarono all'abate Luigi di Lorena affinché attuasse la riforma: pur essendo uomo di corte, quest'ultimo aveva partecipato al colloquio di Poissy nel 1561, e al Concilio di Trento (1545-1563) che diede inizio alla controriforma per la Chiesa cattolica; egli "invitò" i monaci di Corbie ad aderire alla riforma. Per placare l'ostilità della maggioranza dei monaci, la riforma si applicò gradualmente: i nuovi arrivati furono obbligatoriamente soggetti alla riforma, mentre gli anziani continuarono la loro vita monastica come prima.

### La ricostruzione dell'abbazia nel XVIII secolo

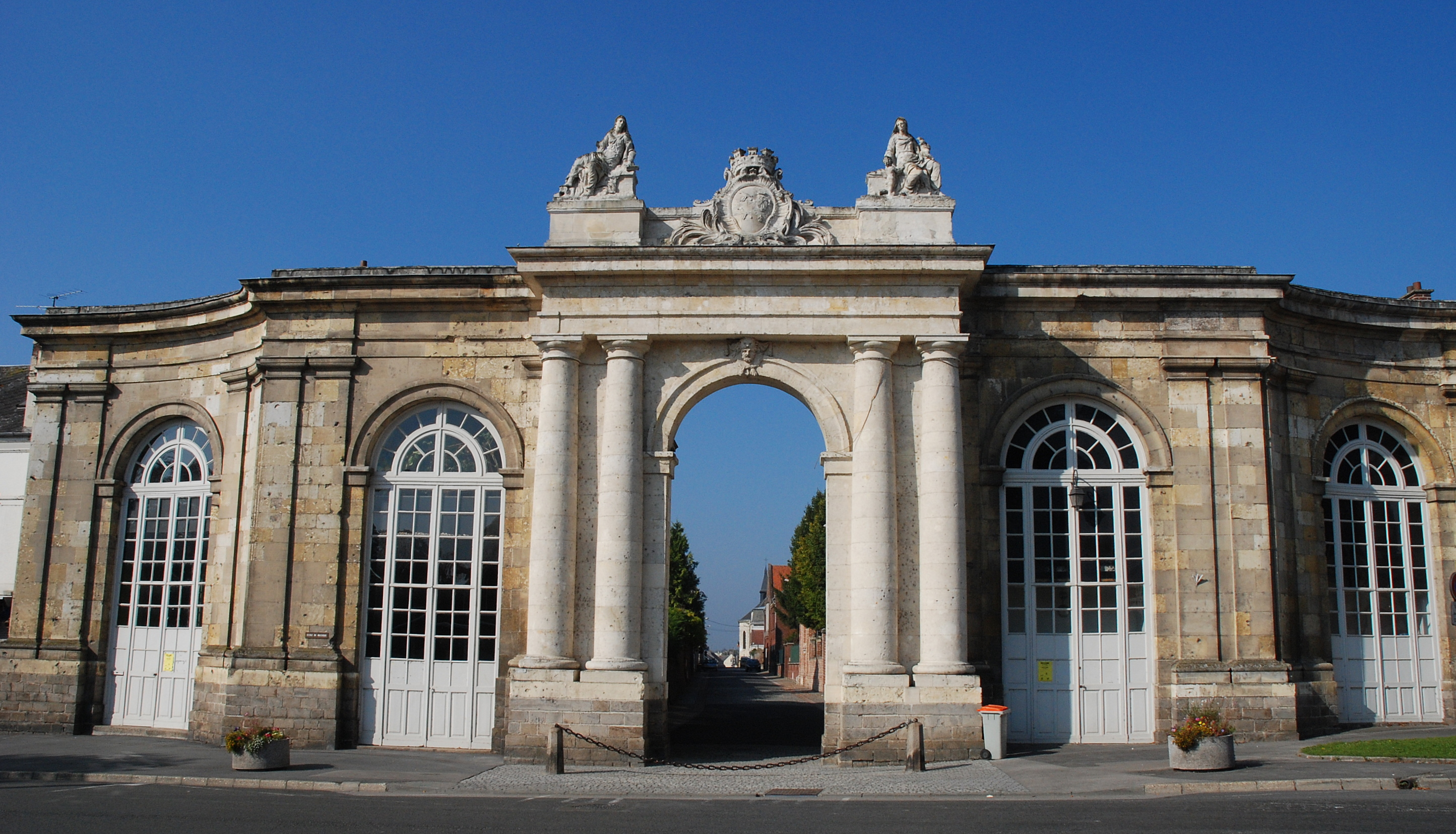
La porta principale dell'abbazia di Corbie (1750).

Dal XVI secolo la chiesa abbaziale era costituita da un coro e da un transetto sormontato da una cuspide. Solo nel XVIII secolo la navata fu ricostruita in stile gotico fiammeggiante. I lavori furono completati nel 1775. Gli stalli furono realizzati da Charles Cressent, gli organi da Charles Dallery (1736), un baldacchino in ferro per il coro da Jean Veyren (1764). La porta principale e il nuovo palazzo abbaziale situato di fronte all'abbazia, sulla piazza principale, furono costruiti su progetto dell'architetto parigino Nicolas Lhuillier de La Tour. Il nuovo palazzo abbaziale non fu mai occupato dagli abati commendatari, e nel 1788 servì da rifugio alle vittime di un incendio che devastò la città di Corbie. Fu demolito all'inizio del XIX secolo.

### Le liti tra l'abbazia e gli abitanti di Corbie

#### Possesso e utilizzo delle paludi
Le liti tra il comune e l'abbazia non cessarono dopo il Medioevo e la scomparsa del comune nel 1310. Molteplici processi opposero anzi i monaci e gli abitanti: nel 1321 i cittadini dovettero riconoscere all'abbazia il possesso delle paludi comunali in cambio di un diritto d'uso; nel 1633 ottennero dall'abbazia il possesso della metà delle paludi ma nel 1698 l'abbazia, sostenendo di essere padrona del luogo, rivendicò la proprietà di due terzi delle paludi contro un terzo. Nel 1736 l'intendente di Amiens concesse agli abitanti 113 giornate da utilizzare per la fienagione e 12 per estrarvi la torba. I monaci rifiutarono questa decisione, e una sentenza del Consiglio del Re diede loro soddisfazione nel 1746.

#### Manutenzione di ponti e corsi d'acqua
Dal 1749 al 1760 si svolse un processo tra l'abbazia e gli abitanti di Corbie sull'ingombro del canale della Barette. Nel 1750, l'abbazia rinuncia al pedaggio sui cinque ponti che conducono ad Amiens, lasciandoli alla responsabilità del comune.

## La scomparsa dell'abbazia

### La soppressione dell'abbazia all'inizio della Rivoluzione francese
Il 2 novembre 1789, l'Assemblea nazionale adottò il Decreto sui beni del clero messi a disposizione della Nazione. Il decreto del 13 febbraio 1790 proibiva i voti monastici e sopprimeva gli ordini religiosi regolari, a eccezione di quelli preposti all'educazione, e alla cura degli ammalati e degli anziani. La costituzione civile del clero, adottata dall'Assemblea il 12 luglio 1790, prevedeva all'articolo 20 che «Tutte le abbazie e i priorati regolari o in commenda, dell'uno o dell'altro sesso […] di qualunque natura e sotto qualunque denominazione, sono, dal giorno della pubblicazione del presente decreto, estinti e soppressi senza che sia mai in futuro possibile istituirne di simili». L'abbazia di Corbie dovette quindi chiudere i battenti nell'agosto 1790; rimanevano solo 19 monaci (contro i 38 del 1718) che dovettero disperdersi. I beni dell'abbazia, dichiarati bene nazionale, furono messi in vendita.
Delle tre chiese dell'abbazia: la chiesa abbaziale di Saint-Pierre-et-Paul, Saint-Jean-l'Évangéliste e Saint-Etienne, ne rimangono oggi parzialmente due, Saint-Pierre e Saint-Etienne.

### La dispersione dei manoscritti
Con decreto della Convenzione nazionale, i trecento manoscritti rimasti a Corbie furono raccolti ad Amiens così come i circa 10.000 altri libri della biblioteca dell'abbazia. Confluirono poi nella Biblioteca comunale di Amiens quando fu creata, durante la Restaurazione.
Quanto ai manoscritti dell'abbazia di Corbie conservati presso l'abbazia di Saint-Germain-des-Prés, furono saccheggiati e messi in vendita nel 1792: alcuni rari manoscritti furono successivamente acquistati da un diplomatico russo, Pyotr Doubrovski, e sono oggi conservati presso la Biblioteca nazionale russa a San Pietroburgo; altri esemplari sono conservati presso la Biblioteca nazionale di Francia. In totale sono giunti fino a oggi quasi trecento manoscritti dello scriptorium di Corbie.

## Resti
La chiesa abbaziale è la principale testimonianza rimasta dell'antica abbazia. Oggi è chiesa parrocchiale. È stata classificata come monumento storico nel 1919.
L'antica collegiata di Saint-Étienne, una delle tre chiese dell'abbazia, possiede, sulla facciata ovest, un portale protetto come monumento storico.

### Porta d'onore
Rara vestigia degli edifici abbaziali, la settecentesca porta principale dell'abbazia è stata trasferita al comune di Corbie dai signori Baillet-Bailleul nel 1850. Quest'opera dell'architetto François Franque è protetta come monumento storico (classificazione con decreto del 16 settembre 1907). La porta monumentale è sormontata da una decorazione scultorea progettata da Pierre-Joseph Christophle:
- su ciascun lato, due statue allegoriche rappresentano la fede (a sinistra) e la carità (a destra)[45]. Queste statue danneggiate nel 1918 furono restaurate alla fine del XX secolo
- al centro un medaglione coronato circondato da fogliame rappresenta nella parte sinistra due corvi sovrapposti e nella parte destra uno stemma "scudo d'oro con pastorale azzurro in palo con mensola in punta, accompagnato da due chiavi rosse su entrambi i lati". Lo stemma è sormontato da una corona e incorniciato da gigli[46].

### La cinta muraria
Resta anche il muro di cinta dell'abbazia e lo spazio interno da esso delimitato. Nel terreno del recinto sono ancora presenti resti di fondazioni di edifici monastici.

### Resti lapidei
Il museo degli Amici dell'antica Corbie conserva una statua di Clotario III proveniente da una colonna che si trovava tra il chiostro e il refettorio, basi di colonne e di volte, una pietra scolpita contenente stemmi e vari elementi di sculture dal vecchio chiostro.
Il Museo di Piccardia di Amiens conserva un capitello scolpito del XII secolo raffigurante quattro episodi della Genesi, la creazione di Adamo, la creazione di Eva, il Peccato originale e la cacciata dal Paradiso terrestre provenienti dal chiostro dell'abbazia costruito nel 1152-1153. Questo capitello in stile romanico presenta nella sua decorazione geometrica innovazioni del primo stile gotico dell'Île-de-France. Una riproduzione di questo capitello è conservata al Museo di Corbie.
Nella chiesa Saint-Rémi di Amiens, nella cappella della Vergine, sul fronte dell'altare, sono conservati due bassorilievi in marmo bianco provenienti dall'abbazia di Corbie, uno raffigurante l'Ultima Cena, l'altro l'Adorazione dei Magi; un'iscrizione indica il nome del donatore, Claude Caurrie, prevosto dell'abbazia, e la data della donazione, il 1579. Claude de Caurrie è rappresentato sul bassorilievo dell'Adorazione, inginocchiato vicino al presepe. Questi due bassorilievi sono classificati come monumenti storici dal 5 giugno 1907.

### Oggetti liturgici
Il Museo di Piccardia conserva due croci di abati di Corbie del XII secolo in bronzo e legno dorato.

### Oggetti in legno
Le pareti della biblioteca del museo dell'Hôtel de Berny ad Amiens sono decorate con elementi in legno del XVIII secolo provenienti dall'abbazia, ivi rimontati nel periodo tra le due guerre.

### Sigilli e controsigilli
- Gli Archivi nazionali conservano un sigillo dell'abate Roberto (1123-1142), il più antico giunto fino a noi, e una carta del 1221 con i sigilli dell'abate Ugo II;
- Gli Archivi dipartimentali del Nord conservano sigilli e controsigilli dell'abate Jean de Bouzencourt (1164), un sigillo dell'abate Hugues de Péronne (1177), sigillo e controsigillo della comunità dei monaci di Corbie (1188);
- Gli Archivi dipartimentali della Somme conservano un sigillo dell'abate Nicolas de Moreuil (1142), un sigillo dell'abate Foulques de Fouilloy (1198), un sigillo e un controsigillo dell'abate Raoul I (1247), un sigillo e un controsigillo sigillo dell'abate Hugues IV de Vers (1346), sigillo e controsigillo dell'abate Raoul de Roye (1399), sigillo e controsigillo dell'abate Jean de Lion (1420), sigillo dell'abate Filippo di Savoia-Soissons (1675)[50].

Facsimili di alcuni di questi sigilli sono conservati al Museo di Corbie.

### Monete coniate a Corbie
Il Dipartimento di monete, medaglie e antichità della Biblioteca nazionale di Francia, chiamato anche medagliere della BnF, conserva diverse monete d'argento coniate a Corbie, comprese le seguenti monete reali:
- un denaro di Carlo il Calvo (843-877) rinvenuto a Glisy;
- un denaro di Luigi II (877-879) dal tesoro di Savigné-sous-le-Lude;
- un denaro di Carlo il Grosso (885-887);
- due denari di Oddone di Parigi († 8 gennaio 898), uno dei quali proveniente dal tesoro di Arras;

così come le monete feudali:
- due denari dall'abate Francone di Amiens († febbraio 912);
- due denari dell'abate Folco di Corbie (1048-1097);
- otto denari e un obolo dello pseudo abate Evrardo (deposto nel 1085);
- quattro denari detti di Sant'Anscario (dopo il 1085);
- un denaro dell'abate Jean de Bouzencourt (1158-1172);
- due denari dell'abate Josse (1184-1197);
- un denaro dell'abate Ugo II (1221-1240).

### Carta dell'825
Nel giugno 2018, gli Archivi dipartimentali della Somme - con l'aiuto dello Stato francese - hanno potuto acquistare, durante un'asta presso l'Hôtel Drouot di Parigi, una carta imperiale redatta ad Aquisgrana ed emanata dall'imperatore Luigi il Pio e dal co-imperatore Lotario, suo figlio maggiore. Scampata al sequestro durante la Rivoluzione francese, fu venduta più volte a privati. Questo statuto, risalente all'825, confermava i privilegi dell'abbazia di Corbie, su richiesta dell'abate Adalardo. Non è scritto in minuscola carolina, ma in uno stile di cancelleria merovingia molto più rastremato e stretto, che lo rende difficile da decifrare oggi. Sul verso il testo fu riscritto intorno al 1220, in caratteri gotici più leggibili. Si tratta del più antico documento autentico conosciuto relativo all'abbazia di Corbie. Vergato su pergamena di cm 57 di lato, è stato restaurato nel 2020.
Gran parte dei documenti dell'archivio abbaziale sono conservati nell'Archivio dipartimentale della Somme.

### Bolla dell'855
La biblioteca Louis Aragon di Amiens conserva la bolla pontificia di Benedetto III del 3 ottobre 855, che confermava i privilegi dell'abbazia e nominava il vescovo di Amiens a garante di tali privilegi. Questa bolla, lunga circa sei metri, ha la particolarità di essere scritta su papiro.

### Manoscritti miniati
La Biblioteca Louis Aragon di Amiens conserva 177 manoscritti, di cui 17 anteriori al X secoloprovenienti da Corbie.
La Biblioteca nazionale russa di San Pietroburgo conserva 25 manoscritti originariamente di Corbie provenienti dal saccheggio dell'abbazia di Saint-Germain-des-Prés nel 1791. Furono acquistati da Pyotr Doubrovski, segretario dell'ambasciata russa a Parigi, che li portò in Russia nel 1805.
La Biblioteca nazionale di Francia conserva 75 manoscritti provenienti da Corbie dopo i sequestri rivoluzionari.
Altri manoscritti sono oggi conservati presso la Biblioteca di Stato di Berlino (SBB), la British Library (BL), la Biblioteca Medicea Laurenziana di Firenze (BML), la Biblioteca apostolica vaticana (BAV) e la biblioteca dell'Università di Leida.

## Cronotassi degli abati
- 662–675 : Theofrid
- 675–6?? : Rodogaire
- 6??–716 : Erembert
- 716–741 : Sébastien I
- 741–751 : Grimone di Rouen
- 751–765 : Léodegaire
- 765–771 : Addo
- 771–780 : Mordramno (Mordramnus)
- 780–824 : sant'Adelardo di Corbie
- 824–836 : Wala di Corbie
- 836–840 : Heddo
- 840–843 : Isaac
- 843–851 : san Pascasio Radberto
- 851–860 : Oddone di Beauvais
- 860–862 : Angelbert
- 862–875 : Trasulphe
- 875–884 : Hildebert
- 884–890 : Gonthaire
- 890–891 : Heilo
- 891–893 : Francon d'Amiens
- 893-914 : Evrard
- 914–929 : Bodon
- 929–937 : Gautier I
- 937–03/09/945 : Bérenger
- 03/09/945–??/11/945 : Héribald
- ??/11/945–986 : Ratold
- 986–1014 : Maingaud
- 1014–1033 : Herbert
- 1033–1048 : Richard
- 1048–1097 : Fulk I "il grande"
- 1097–1123 : Nicolas I
- 1123–1142 : Robert
- 1142–1158 : Nicolas de Moreuil
- 1158–1172 : Jean I de Bouzencourt
- 1172–1185 : Hugues I de Pérone
- 1185–1187 : Josse
- 1187–1193 : Nicolas III de Rouais
- 1193–1196 : Gérard
- 1196–1198 : Jean II de Brustin
- 1198–1201 : Foulques II de Fouilloy
- 1201–1209 : Gautier II
- 1209–1221 : Jean III de Cornillon
- 1221–1240 : Hugues II
- 1240–1254 : Raoul I
- 1254–1261 : Jean IV de Fontaines
- 1261–1269 : Pierre I de Mouret
- 1269–1287 : Hugues III de Vers
- 1287–1315 : Garnier de Bouraine
- 1315–1324 : Henri I de Villers
- 1324–1351 : Hugues IV de Vers
- 1351–1363 : Jean V d'Arcy
- 1363–1395 : Jean VI de Goye
- 1395–1418 : Raoul II de Roye
- 1418–1439 : Jean VII de Lion
- 1439–1445 : Jean VIII de Bersée
- 1445–1461 : Michel de Dauffiné
- 1461–1475 : Jacques de Ranson
- 1475–1479 : Jean IX Dansquennes
- 1479–1483 : François I de Maillers
- 1483–1485 : Sede vacante
- 1485–1506 : Pierre II d'Ottreil
- 1506–1522 : Guillaume III de Caurel

### Abati commendatari
- 1522-1550 : Cardinale Philippe I de La Chambre
- 1550-1556 : Sébastien II de La Chambre
- 1556-1557 : Cardinale Luigi di Borbone-Vendôme
- 1557-1590 : cardinale Carlo di Borbone-Vendôme (Charles I)
- 1590-1594 : cardinale Carlo di Borbone-Vendôme, nipote del precedente (Charles II)
- 1594-1621 : cardinale Luigi di Guisa (Louis II)
- 1621-1641 : Enrico II di Guisa
- 1641-1645 : cardinale Giulio Mazzarino
- 1645-1647 : Camillo Francesco Maria Pamphili
- 1647-1661 : cardinale Giulio Mazzarino
- 1661-1669 : Sede vacante
- 1669-1693 : Philippe II de Savoie-Carignan
- 1693-1713 : cardinale Toussaint de Forbin-Janson
- 1713-1742 : cardinale Melchior de Polignac
- 1742-1755 : Jean-François Boyer
- 1755-1788 : cardinale Paul de Luynes
- 1788-1792 : cardinale Étienne-Charles de Loménie de Brienne

## Personalità legate all'abbazia
- Martino di Corbie, cappellano e confessore di Carlo Martello[57];
- Desiderio, ultimo re dei Longobardi d'Italia dal 757 al giugno 774, avrebbe concluso la sua vita presso l'abbazia o in un feudo di proprietà dell'abbazia di Corbie (Montdidier)[58];
- Hadoard (IX secolo), bibliotecario (custos librorum) dello scriptorium, autore del Collectaneum, un'antologia di estratti di opere filosofiche antiche;
- Oscar di Brema (801-865), evangelizzatore della Scandinavia;
- Ratramno di Corbie (morto nell'868);
- Geraldo di Sauve-Majeure, cellerario dell'abbazia di Corbie, fondatore dell'abbazia di La Sauve-Majeure, nel 1079;
- Étienne de Conty, († 1413), funzionario e benefattore dell'abbazia;
- Eustache Marcadé († 1440), funzionario dell'abbazia di Corbie, autore del Mystère de la Passion d'Arras;
- Jean d'Estrées detto Jeannet (morto nel 1506), signore di Longavesne, monaco di Corbie, poi abate dell'abbazia di Mont-Saint-Quentin;
- Antoine de Caulaincourt (1482-1536/40?), monaco, camerario, cappellano dell'abate poi vicario giudiziale dell'abbazia; scrisse in latino la Cronaca dell'abbazia di Corbie dal 662 al 1529, rimasta inedita[59]. Il suo lavoro servì da base per gli storici successivi;
- Anselme Rolle, priore nel 1620, promotore della riforma maurista nell'abbazia;
- Athanase de Mongin, priore nel 1624, professore di teologia;
- Paul Bonnefons, monaco, autore in latino di una Historia Corbeiensis: "Antiqua Corbeia, sive inclyti, regalis ac sacri monasterii Corbeiensis Gallicani ordinis sanctissimi Patris Benedicti Congregationis Sancti Mauri sanctae sedi apostolicae immediate subiecti historia"[60]
- Georges Viole (1598-1669), priore dopo il 1629, storico, agiografo, genealogista;
- Gabriel Gerberon, monaco maurista a Corbie dal 1675 al 1680, teologo, giansenista e storico;
- Jean Mabillon (1632-1707), il padre della paleografia, monaco a Corbie;
- Pierre Nicolas Grenier (1725-1789), studente del collegio dell'abbazia, studioso e storico.